# Comuna Oprtalj, Istria
Oprtalj este o comună în cantonul Istria, Croația, având o populație de 850 de locuitori (2011).

## Demografie
Componența etnică a comunei Oprtalj
     Croați (56,12%)
     Italieni (14,35%)
     Sloveni (1,29%)
     Necunoscut (3,65%)
     Neclasificat (23,88%)
Componența confesională a comunei Oprtalj
     Catolici (91,18%)
     Fără religie și atei (3,06%)
     Necunoscută (4,59%)
     Alte religii (1,18%)
Conform recensământului din 2011, comuna Oprtalj avea 850 de locuitori. Din punct de vedere etnic, majoritatea locuitorilor (56,12%) erau croați, existând și minorități de afiliați religios (22,59%), italieni (14,35%) și sloveni (1,29%). Apartenența etnică nu este cunoscută în cazul a 3,65% din locuitori. Din punct de vedere confesional, majoritatea locuitorilor (91,18%) erau catolici, cu o minoritate de persoane fără religie și atei (3,06%). Pentru 4,59% din locuitori nu este cunoscută apartenența confesională.